# Guards Pantserdivisie

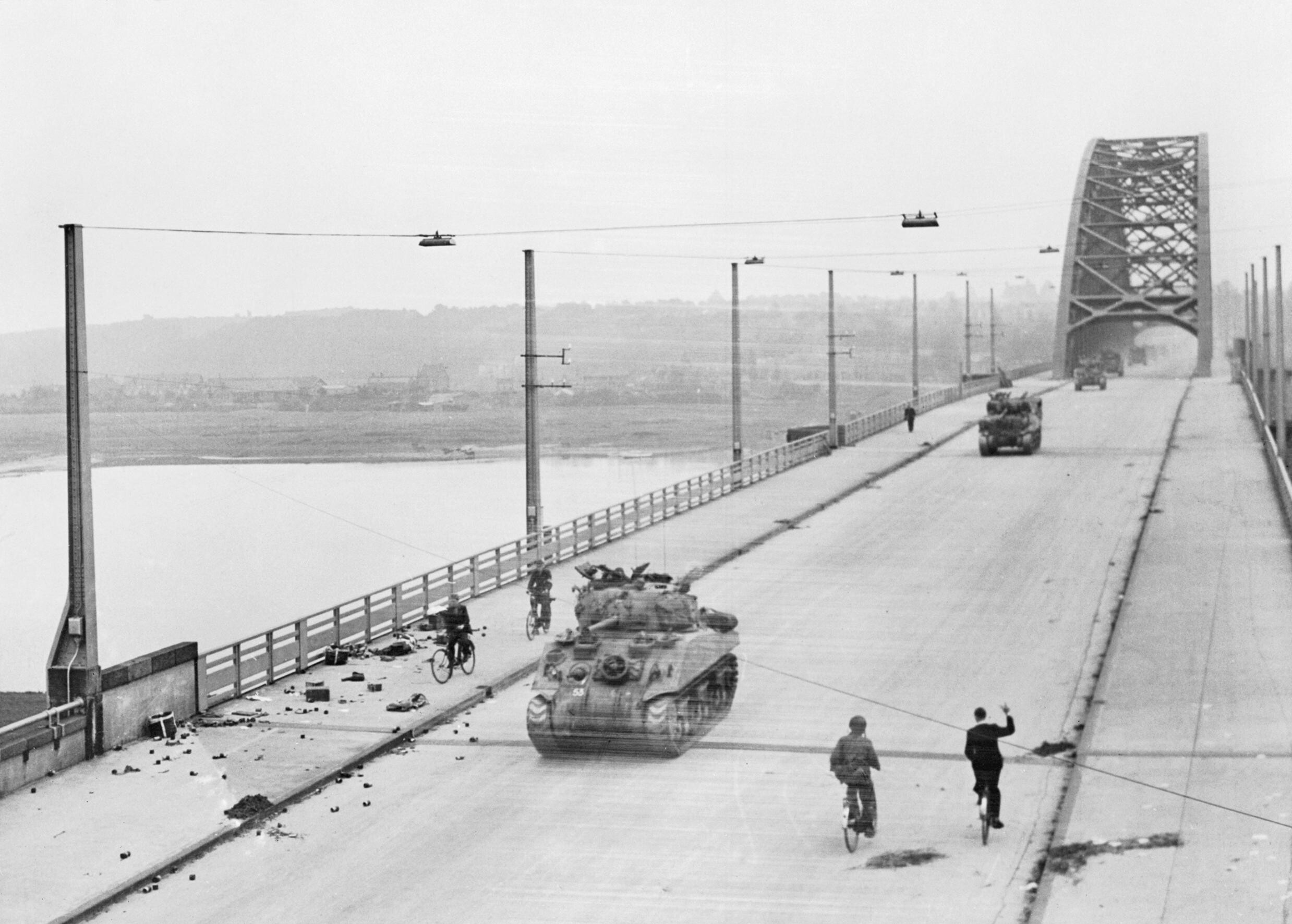
Sherman tanks van de Guards Panterdivisie steken de brug bij Nijmegen over in Operatie Market Garden, september 1944.

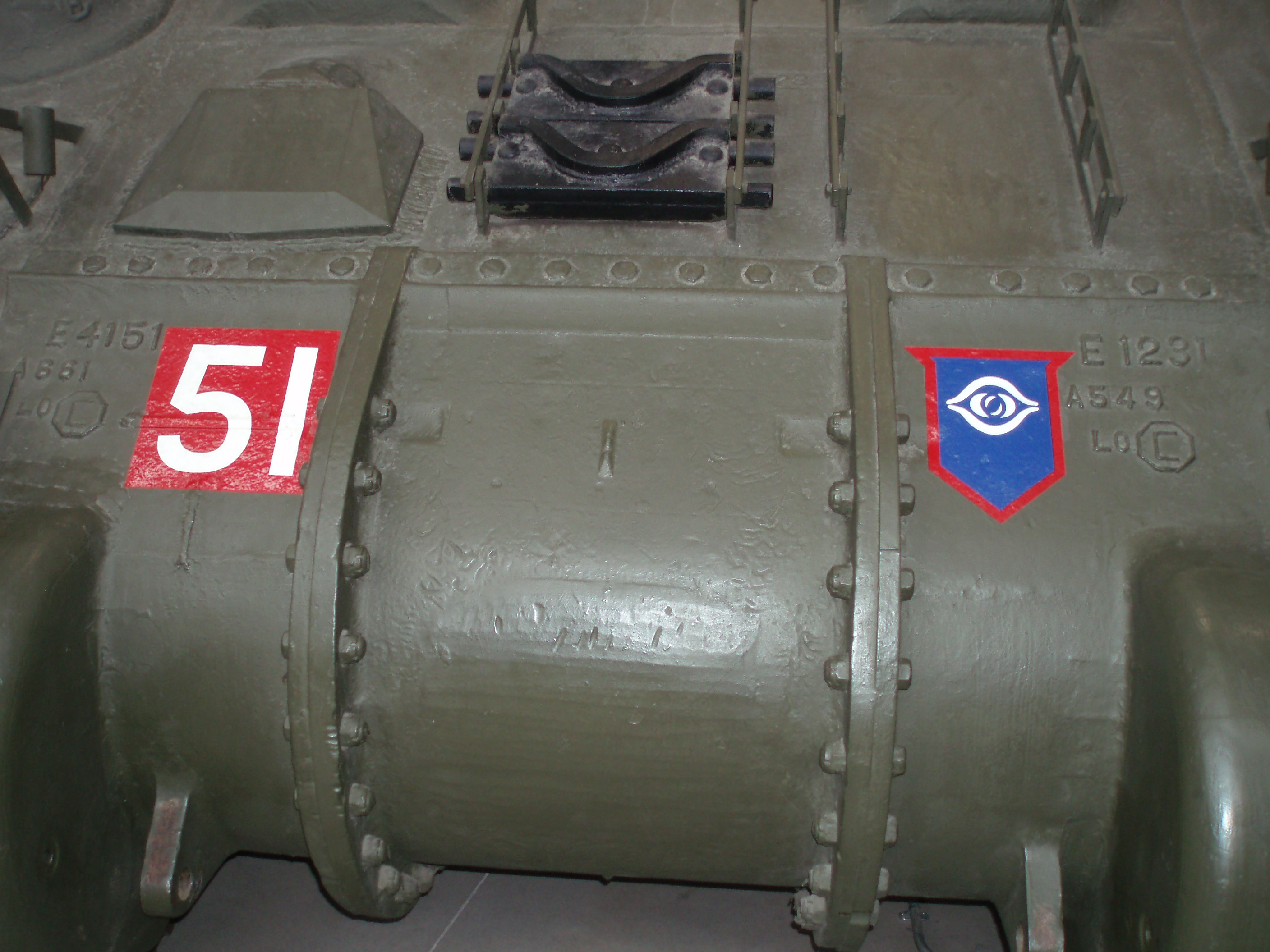
Het insigne van de Guards Panterdivisie op een Sherman Firefly (Bovington Tank Museum)

De Guards Pantserdivisie (Engels: Guards Armoured Division) was een eenheid van de British Army tijdens de Tweede Wereldoorlog.

## Geschiedenis
De Guards Pantserdivisie werd op 17 juni 1941 opgericht. De divisie was tot 26 juni 1944 in Groot-Brittannië gestationeerd, waarna zij als onderdeel van het 8e Legerkorps in Normandië landde. Haar eerste grote bijdrage aan de oorlogvoering was tijdens Operatie Goodwood tijdens de poging om uit het Normandische bruggenhoofd te breken. Daarna vocht zij mee tijdens Operatie Bluecoat. De Guards Pantserdivisie werd later overgeplaatst naar het 30e Legerkorps en was betrokken bij de bevrijding van de Belgische hoofdstad Brussel. Tijdens Operatie Market Garden probeerde de divisie de luchtlandingstroepen bij Arnhem te ontzetten. Tijdens de Slag om de Ardennen werd de divisie als reserve naar de rivier de Maas gezonden voor het geval dat de Duitsers door de Amerikaanse linies zouden breken. De divisie was ook betrokken bij Operatie Veritable en rukte daarna Duitsland binnen. De divisie bleef tot 12 juni 1945 bestaan waarna zij tot een infanteriedivisie, de Guards Division werd omgevormd.

## Bevelhebbers
De Guards Pantserdivisie had de volgende twee bevelhebbers:
- 17 juni 1941 – generaal-majoor Sir Oliver Leese
- 12 september 1942 – generaal-majoor Allan Adair

## Eenheden
- 5e Guards Pantserbrigade
  - 2e Bataljon, Grenadier Guards
  - 1e Bataljon, Coldstream Guards
  - 2e Bataljon, Irish Guards
  - 1e Bataljon, Grenadier Guards
- 32e Guards Brigade
  - 5e Bataljon, Coldstream Guards
  - 3e Bataljon, Irish Guards
  - 1e Bataljon, Welsh Guards
- Ondersteuningseenheden